# Lou Llobell
Lou Llobell (* 18. Januar 1995 in Simbabwe) ist eine Schauspielerin aus London.

## Leben und Wirken
Lou Llobell wurde in Simbabwe geboren. Ihr Vater ist Spanier, ihre Mutter stammt aus Simbabwe. Ihre Kindheit und Jugend verbrachte Llobell in Spanien und Südafrika. 2013 zog sie nach England, um an der Universität in Birmingham Dramaturgie zu studieren. Es folgte ein Schauspielstudium am Drama Centre London.
In Neil Burgers 2021 erschienenem Science-Fiction-Thriller Voyagers verkörperte sie die Rolle der Zandie. Bekannt wurde Llobell durch ihre Darstellung von Gaal Dornick, eine der Hauptrollen in der Apple TV+-Science-Fiction-Fernsehserie Foundation, die auf der gleichnamigen Buchreihe von Isaac Asimov basiert.